# توراشی شیمازو
توراشی شیمازو (انگلیسی: Torashi Shimazu؛ زادهٔ ۲۰ اوت ۱۹۷۸) بازیکن فوتبال اهل ژاپن است.
از باشگاه‌هایی که در آن بازی کرده‌است می‌توان به باشگاه فوتبال جف یونایتد ایچیهارا چیبا اشاره کرد.